# Ел Кахон (Бадирагвато)
Ел Кахон (шп. El Cajón) насеље је у Мексику у савезној држави Синалоа у општини Бадирагвато. Насеље се налази на надморској висини од 436 м.

## Становништво
Према подацима из 2010. године у насељу је живело 8 становника.

### Хронологија
| Година       | 2000          | 2005         | 2010 |
| ------------ | ------------- | ------------ | ---- |
| Становништво | 117 (61 / 56) | 21 (10 / 11) | 8    |

### Попис
| # | Индикатор                     | Вредност |
| - | ----------------------------- | -------- |
| 1 | Укупно домаћинстава           | 19       |
| 2 | Укупно насељених домаћинстава | 2        |
| 3 | Величина локације             | 1        |